# Été de Carinthie
L'Été de Carinthie (en allemand : Carinthischer Sommer) est depuis 1969 un festival annuel consacré à la musique classique, au jazz et crossover crée en 1969, et qui a lieu chaque été à l'ancienne abbaye bénédictine d'Ossiach, à Villach (depuis 1972) et plus récemment en différents lieux de Carinthie. C'est l'un des festivals les plus célèbres de l'Autriche, qui attire chaque année plus de 10 000 visiteurs.

## Histoire
La première manifestation sous ce nom a été une soirée de piano avec Wilhelm Backhaus, le 25 juin 1969 à l'abbaye d'Ossiach (Stift Ossiach). Il a été créé par le prêtre local Jacob Stingl et le musicien et manager Helmut Wobisch, qui a travaillé jusqu'à sa mort en tant que directeur artistique du festival.
Depuis 1974, une œuvre religieuse — entre autres des compositions de Cesar Bresgen, de Dieter Kaufmann et Peter Planyavsky — fait partie intégrante de la série de concerts, œuvre qui est souvent écrite et spécialement commandée pour l'été de Carinthie. Depuis 2004, six fois par saison, le critique musical Wilhelm Sinkovicz commente des concerts destinés en matinée aux écoliers et dans la soirée au grand public.
Les sites utilisés sont l'église, la Salle baroque (Barocksaal) et la Salle des chevaliers (Rittersaal) à l'abbaye d'Ossiach, ainsi que le Palais des Congrès et la Salle-Bamberg de l'ancien Hôtel du Parc de Villach et l'église montagnarde de Saint-Jacques au village de Tiffen près de Steindorf.
Parmi les intervenants connus au festival, on trouve Claudio Abbado, Leonard Bernstein, Rudolf Buchbinder, Peter Maxwell Davies, Gottfried von Einem, Jean Françaix, James Galway, Robert Holl, Werner Hollweg, Gidon Kremer, Ernst Krenek, Christa Ludwig, Lorin Maazel, Mehta Muti, Roger Norrington, Boris Pergamenschikow et Horst Stein.